# Тиса-Силвестри (Бакау)
Тиса-Силвестри (рум. Tisa-Silvestri) насеље је у Румунији у округу Бакау у општини Одобешти. Oпштина се налази на надморској висини од 235 m.

## Становништво
Према подацима из 2002. године у насељу је живело 965 становника, од којих су сви румунске националности.